# Léré (Tschad)
Léré (arabisch ليري) ist eine Stadt im Südwesten des Tschad.

## Lage
Die Stadt befindet sich in der Provinz Mayo-Kebbi Ouest im Département Lac Léré nahe der Grenze zu Kamerun. Sie liegt am Mayo Kébbi zwischen den beiden Seen Léré und Tréné. Sie ist die Hauptstadt des Siedlungsgebietes des Mundang-Volkes.

## Geschichte
Mitte des 18. Jahrhunderts entstand das Königreich von Léré, es war ein unabhängiges Staatswesen der Moundang, das ca. 2000 km² umfasste und von Léré aus regiert wurde.
Am 4. November 1911 wurde die Stadt nach dem deutsch-französischen Abkommen den deutschen Kolonialgebieten zugesprochen und der Residentur Garoua angegliedert.